# Caíto
Caíto es una película de Docuficción argentina de 2012 dirigida por Guillermo Pfening. Narra la historia de dos hermanos que se juntan para filmar su propio largometraje de superación personal. Está protagonizada por Luis Pfening y Guillermo Pfening. La película tuvo su estreno mundial el 14 de abril de 2012 en el Buenos Aires Festival Internacional de Cine Independiente, mientras que su lanzamiento comercial en las salas de cines de Argentina fue el 17 de octubre de 2013.

## Sinopsis
La película muestra al director, Guillermo, llegar a su pueblo natal Marcos Juárez, donde vive su hermano menor Caíto, que tiene distrofia muscular y sueña con poder cumplir con sus propios proyectos personales. A partir de esto, Guillermo comienza a planificar el rodaje de una película para que Caíto sea el protagonista junto a otros actores profesionales y cuya trama se centre en su personaje que tiene el deseo de formar una familia.

## Elenco
- Luis Pfening como Caíto
- Guillermo Pfening como Guillermo
- Marinha Villalobos como Suzuki
- Romina Ricci como Sandra
- Bárbara Lombardo como Flavia
- Juan Bautista Stagnaro como Néstor
- Lucas Ferraro como El mono
- Franca Licatta como Anita
- Néstor Pfening como Néstor

## Recepción

### Comentarios de la crítica
La película recibió críticas positivas por parte de la prensa. Juliana Rodríguez de La Voz del Interior mencionó que en las actuaciones «se destacan, sobre todo, Marinha Villalobos y el mismo Caíto» y que «la película es así un intangible obsequio familiar realizado con amorosa pericia narrativa». Horacio Bernades de Página 12 señaló que «Pfening consigue un debut como director por demás convincente» y «como todo film de estructura libre y abierta, Caíto es atractiva, genera empatía por las dosis de riesgo que Pfening corre estéticamente y además cuenta con el enorme carisma de Luis, que atrae miradas por su simple y fuerte presencia».
En una reseña para Clarín, Gaspar Zimerman escribió «hay momentos más logrados que otros -la ficción es floja-, pero la película tiene algo que atrapa; puede ser su sinceridad, su imprevisibilidad, su habilidad para no caer en el golpe bajo: la magia está». Javier Porta Fouz de La Nación resaltó que la película en «su armado, de innegable lucidez, le permite jugar, contar y describir con una libertad y una frescura que no abunda en el cine argentino» y que significa «el inicio de una prometedora carrera como director para Pfening».

### Premios y nominaciones
| Lista de premios y nominaciones | Lista de premios y nominaciones                | Lista de premios y nominaciones | Lista de premios y nominaciones | Lista de premios y nominaciones | Lista de premios y nominaciones |
| Año                             | Organización                                   | Categoría                       | Nominado/a(s)                   | Resultado                       | Ref(s)                          |
| ------------------------------- | ---------------------------------------------- | ------------------------------- | ------------------------------- | ------------------------------- | ------------------------------- |
| 2013                            | Festival Internacional de Cine Digital de Lima | Premio del jurado               | Caíto                           | Ganador                         | [ 10 ]                          |
| 2014                            | Premios Cóndor de Plata                        | Mejor ópera prima               | Caíto                           | Nominado                        | [ 11 ]                          |
| 2014                            | Premios Sur                                    | Mejor actor revelación          | Luis Pfening                    | Nominado                        | [ 12 ]                          |